# 마키노우산대이끼
마키노우산대이끼(Makinoa crispata)는 리본이끼목에 속하는 우산이끼류의 일종이다. 마키노우산대이끼과(Makinoaceae)와 마키노우산대이끼속(Makinoa)의 유일종이다.